# Kill Bill – Volume 1
Kill Bill – Volume 1 ist der erste Teil eines zweiteiligen Actionfilms mit Uma Thurman in der Hauptrolle. Der vierte Film, in dem Quentin Tarantino eigenständig Regie führte, dreht sich um das Hauptthema Rache. Während der erste Teil zu großen Teilen auf Martial-Arts-Szenen baut und sich in der Bilderwelt des Eastern bedient, spielt der zweite Teil vor allem mit Elementen des Italowestern.
Kill Bill – Volume 1 kam im Oktober 2003 in die deutschen Kinos, Kill Bill – Volume 2 folgte im April 2004.
Der Film war nicht als Zweiteiler geplant; da jedoch die Schnittfassung vier Stunden lang war und Tarantino seinen Film nicht kinogerecht erheblich kürzen wollte, entschied er sich für zwei Teile. Es gab immer wieder Ankündigungen, den Film in einem Stück herauszubringen (als Kill Bill: The Whole Bloody Affair); die Veröffentlichung wurde aber bisher immer wieder verschoben.
Tarantino widmete beide Teile dem Schauspieler Charles Bronson, der im Jahr 2003 starb.

## Inhalt

### Handlungsrahmen
Eine junge Frau, genannt „die Braut“, „Black Mamba“ oder „Kiddo“, ist Mitglied des von Bill geführten Attentatskommandos Tödliche Viper. Kiddo ist mit Bill liiert und wird von ihm schwanger, verschweigt es ihm aber. Sie will ihr Kind nicht in diesem Milieu aufwachsen lassen, kehrt deshalb von einem Auftrag nicht zurück und lässt Bill in dem Glauben, sie sei getötet worden. In ihrem neuen Leben arbeitet sie in einem Plattenladen, dessen Inhaber sie heiraten will. 
Neun Monate später spürt das Attentatskommando sie auf, und es geschieht das Massaker von Two Pines, bei dem während der Probe von Kiddos Hochzeit die versammelte Gesellschaft erschossen wird. Die hochschwangere Braut wird von Bill mit einem Kopfschuss vermeintlich getötet, überlebt aber und liegt vier Jahre auf einer Pflegestation im Koma. Als sie daraus erwacht, verlässt sie das Krankenhaus, stellt unter der Überschrift „Death List Five“ eine Todesliste (englisch: „kill bill“) auf und arbeitet sie schrittweise ab.

### Handlung

#### Vorspann

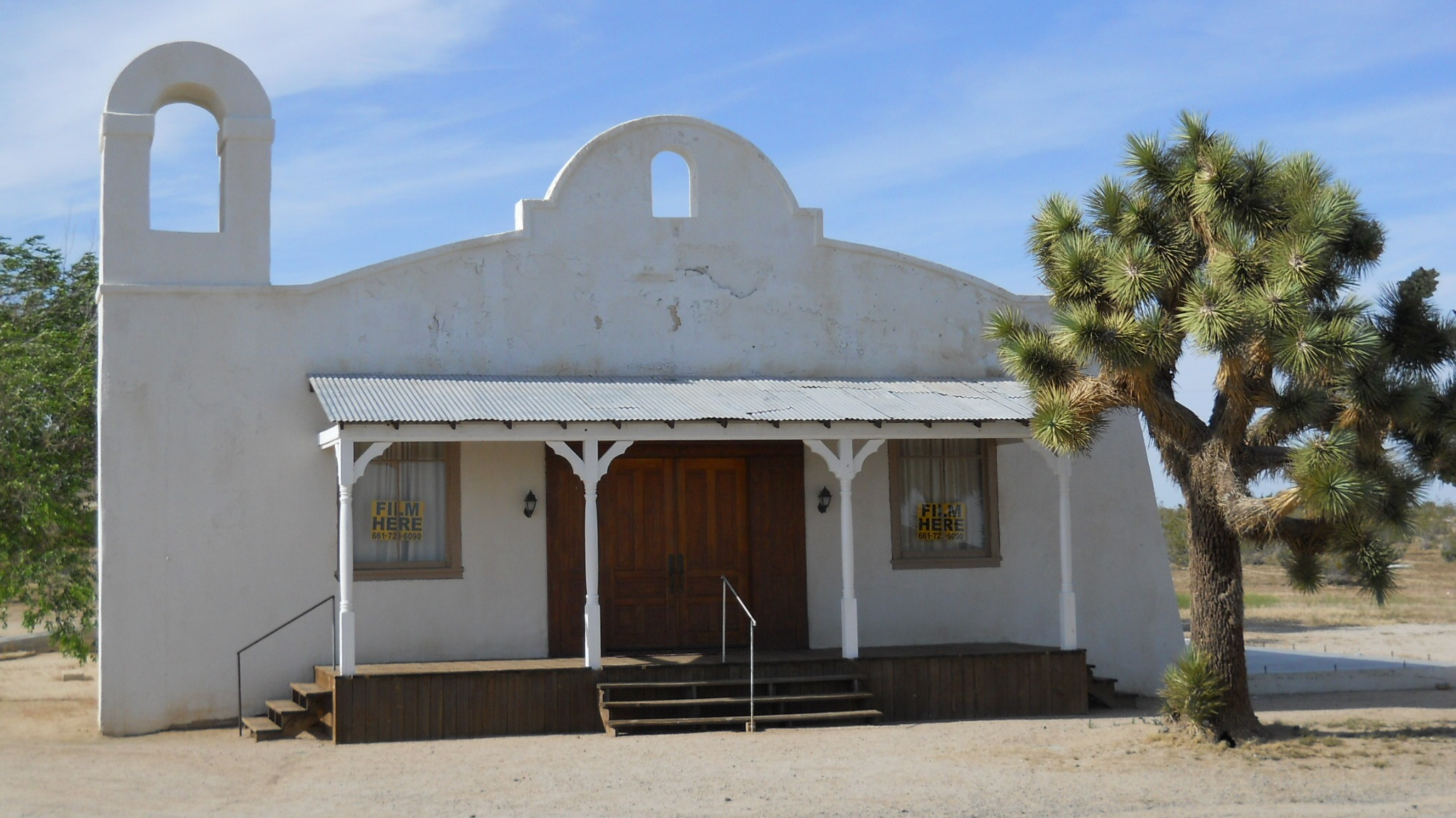
Die Baptistenkirche in Hi Vista, Kalifornien, diente als Kulisse für den Filmanfang

In der anfänglichen Schwarz-Weiß-Szene sieht man das blutverschmierte Gesicht der am Boden liegenden Braut. Bill, von dem nur die Stiefel zu sehen sind, nähert sich ihr und erklärt ihr, dass es für ihn in höchstem Maße masochistisch sei, sie zu töten. In dem Moment, als Kiddo ihm eröffnet: „Bill, es ist dein Baby“, schießt er ihr in den Kopf.

#### Kapitel 1: 2
Vernita Green alias Copperhead, die nun ein bürgerliches Leben mit Mann und Kind in einem amerikanischen Vorstadthaus führt, steht auf Kiddos Todesliste. Kiddo fährt zu ihrem Haus, die beiden Frauen kämpfen mit Messern gegeneinander. Als Greens kleine Tochter Nikki nach Hause kommt, unterbrechen die Frauen abrupt den Kampf und geben sich trotz des verwüsteten Zimmers als Freundinnen aus. 
Während sie in der Küche Zeit und Ort für ein Duell außerhalb des Hauses vereinbaren, versucht Green mit einer in einem Frühstücksflockenkarton versteckten Pistole Kiddo zu erschießen. Diese kann ausweichen und tötet Vernita Green mit einem Messerwurf – unabsichtlich nun doch vor Nikkis Augen, die sich unbemerkt der Küche genähert hat. Kiddo lässt Nikki am Leben und bietet ihr an, Rache zu nehmen, wenn sie erwachsen sei.

#### Kapitel 2: Die blutbespritzte Braut
Rückblick: Der Sheriff vom El Paso County besichtigt den Tatort, an dem die Hochzeitsgesellschaft ermordet wurde. Er stellt fest, dass die Braut trotz des Kopfschusses noch lebt.
Im Krankenhaus liegt Kiddo im Koma auf der Intensivstation. Elle Driver, deren Deckname California Mountain Snake lautet, schleicht sich als Krankenschwester verkleidet in ihr Zimmer. Sie versucht, Kiddo mit einer Giftinjektion zu töten. Bill untersagt ihr per Telefon den Mord. Es sei unter dem Niveau des Attentatskommandos, sie im Schlaf zu töten.
Vier Jahre später erwacht Kiddo mitten in der Nacht und bemerkt entsetzt, dass sie nicht mehr schwanger ist. Als ein Pfleger mit einem Besucher das Zimmer betritt, stellt sie sich schlafend und hört, wie der Pfleger ihren Körper dem anderen für Geld zum sexuellen Missbrauch zur Verfügung stellt, was offenbar schon oft geschehen ist. 
Kiddo tötet zunächst den Besucher, indem sie ihm bei seinem Versuch, sie zu küssen, mit den Zähnen die Zunge herausreißt, später auch den überraschten Pfleger, nimmt dessen Autoschlüssel an sich und verlässt das Krankenhaus in einem Rollstuhl, da ihre Beine noch den Dienst versagen. Im Auto gelingt es ihr durch Willenskraft, ihre Beweglichkeit wiederzuerlangen, und sie fährt davon.

#### Kapitel 3: Die Herkunft von O-Ren
Eine Rückblende in Form eines Anime erzählt die Geschichte O-Ren Ishiis, die im Attentatskommando den Decknamen Cottonmouth führt. Sie musste als Kind unter dem Bett versteckt mit ansehen, wie der Yakuza-Boss Matsumoto ihre Eltern ermordete. Mit elf Jahren verführte sie Matsumoto, von dessen pädophilen Neigungen sie wusste, und tötete ihn.

#### Kapitel 4: Der Mann aus Okinawa
Dreizehn Stunden später kann die Braut ihre Beine wieder vollständig bewegen. Sie fliegt nach Okinawa, um sich vom Waffenschmied Hattori Hanzo eines seiner legendären Kampfschwerter anfertigen zu lassen. Hanzo hat sich aus dem Handwerk zurückgezogen, sammelt nur noch dekorative Schwerter und hat geschworen, nie wieder eines seiner hochwertigen Katanas anzufertigen. 
Kiddo macht deutlich, dass einer seiner ehemaligen Schüler – Bill – ihr derart Schreckliches angetan habe, dass er zu einer Ausnahme von seinem Eid verpflichtet sei. Hanzo willigt ein und überreicht ihr einen Monat später in einer traditionellen Zeremonie das fertige Katana.

#### Kapitel 5: Showdown im Haus der Blauen Blätter
Kiddo erzählt, wie O-Ren Ishii sich mit Bills Unterstützung an die Spitze der Yakuza kämpfte. Als sie den Vorsitz des Yakuza-Rates übernahm, beschimpfte Boss Tanaka sie wegen ihrer chinesisch-japanischen Abstammung. Ishii köpfte ihn daraufhin und ließ keinen Zweifel daran, dass sie eine weitere Erwähnung dieses Themas nicht dulden werde. Ihre engsten Mitarbeiter sind die Rechtsanwältin Sofie Fatale, Johnny Mo als Chef ihrer Leibgarde und ihre erst 17-jährige, aber kampfstarke Leibwächterin Gogo Yubari.
Kiddo fliegt nach Tokio und folgt O-Ren Ishii, die mit ihren Vertrauten und einem Teil ihrer Leibgarde, den „Verrückten 88“, in einem Restaurant feiert. Kiddo nimmt Sofie Fatale gefangen und fordert Ishii zum Kampf; zum Nachdruck verstümmelt sie Fatale mit dem Schwert. Die Leibwächter Ishiis greifen Kiddo mit Schwertern an und werden getötet. Gogo Yubari attackiert Kiddo mit einem Liuxingchui und verwundet sie damit, unterliegt ihr aber dann im Nahkampf. Ishiis restliche Leibgarde erscheint im Restaurant und Kiddo schlägt sie in einem brutalen Kampf. Zuletzt besiegt sie Johnny Mo in einem Duell.
O-Ren Ishii hat sich inzwischen in den Garten des Restaurants begeben und stellt sich hier Kiddo zum Schwertkampf. Ein sanfter Schneefall und ein plätschernder Brunnen (Shishi odoshi) bilden einen ruhigen Kontrast zum Duell. Es gelingt O-Ren Ishii, Kiddo zu verwunden, sie erleidet aber kurz darauf ebenfalls eine Verletzung. Im letzten Aufeinanderprallen der Kämpferinnen wird Ishii von Kiddo massiv am Kopf verletzt und stirbt.
Kiddo lässt die schwerverletzte Sofie Fatale am Leben, damit sie Bill von Kiddos Rachefeldzug berichten kann. Bill besucht Sofie im Krankenhaus und fragt sie, ob Kiddo wisse, dass ihre Tochter lebt.

## Figuren
- Die Braut (Uma Thurman), Codename Black Mamba (ihr vollständiger richtiger Name Beatrix Kiddo wird erst in „Kill Bill – Volume 2“ genannt). Sie war Mitglied in Bills Attentatskommando Tödliche Viper und seine Geliebte. Als sie herausfand, dass sie von Bill schwanger ist, entschied sie, ihr Kind nicht in ihrem von Tod und Verbrechen geprägten Umfeld aufwachsen zu lassen. Sie kehrte von einem Auftrag nicht zurück und ließ Bill im Glauben, sie sei getötet worden. In einer texanischen Kleinstadt versuchte sie, zusammen mit dem Besitzer eines Gebrauchtschallplattenladens eine bürgerliche Existenz aufzubauen.
- Bill (David Carradine), Codename Snake Charmer, ist der Kopf des Attentatskommandos Tödliche Viper. Er war der Freund der Braut und hat zur Zeit der Filmhandlung eine Beziehung mit Elle Driver. Im Umgang mit dem Schwert und in Kampfkunsttechnik ist er meisterhaft. Bill kannte seinen Vater nicht und war immer auf der Suche nach Vaterfiguren. Als Schlüsselfigur des Massakers von Two Pines ist er die entscheidende Person auf der „Kill Bill“-Todesliste.
- O-Ren Ishii (Lucy Liu), Codename Cottonmouth, ist chinesisch-japanisch-amerikanischer Herkunft. Die junge Frau ist durch den Mord an ihren Eltern früh zur Profikillerin gereift und war Mitglied des Attentatskommandos Tödliche Viper. Sie war am Massaker von Two Pines beteiligt, bei dem die Hochzeitsgesellschaft der Braut ermordet wurde, und steht daher auf Kiddos Todesliste. Zusätzlich ist O-Ren die Chefin aller Yakuzas in Tokio.
- Vernita Green (Vivica A. Fox), Codename Copperhead, war Mitglied im Attentatkommando Bills. Nach ihrem Ausstieg lebt sie als Mitglied des Mittelstands und Hausfrau zusammen mit ihrem Ehemann Dr. Lawrence Bell in einer amerikanischen Vorstadt. Sie hat eine vierjährige Tochter. Als Beteiligte am Massaker von Two Pines steht sie auf Kiddos Liste.
- Budd (Michael Madsen), Codename Sidewinder, ist Bills Bruder und war Mitglied des Attentatskommandos Tödliche Viper. Auch Budd war am Massaker in Two Pines beteiligt und ist daher auf der Todesliste zu finden. Sein Hattori-Hanzo-Schwert hat er nach eigener Aussage für 250 Dollar verkauft, es aber tatsächlich in seinem Wohnwagen versteckt. Im Gegensatz zu Bill und den anderen sieht er ein, dass Kiddo ihre Rache verdient hat. Budd arbeitet als abgewrackter Türsteher in einem Striptease-Lokal.
- Elle Driver (Daryl Hannah), Codename California Mountain Snake, war ebenfalls Mitglied des Attentatkommandos Tödliche Viper und am Massaker von Two Pines beteiligt. Sie ist Bills Geliebte und die Rivalin der Braut. Sie war ebenfalls Schülerin bei Pai Mei, einem Meister der Kampfkunst. Driver kämpft auch mit hinterhältigen Methoden. Sie steht ebenfalls auf Kiddos Todesliste.
- Gogo Yubari (Chiaki Kuriyama) ist eine 17-jährige Killerin und die persönliche Leibwächterin O-Ren Ishiis. Als Markenzeichen trägt sie eine Schuluniform. Sie gilt als wahnsinnig. Einen Geschäftsmann, der ihr sexuelle Avancen macht, tötet sie kurzerhand mit einem Dolch.
- Hattori Hanzo (Sonny Chiba) besitzt eine Sushi-Bar auf Okinawa. Er ist der Schöpfer der legendären Hattori-Hanzo-Schwerter. Sonny Chiba verkörperte die Figur Hattori Hanzo bereits in der japanischen Fernsehserie Hattori Hanzô: Kage no Gundan von 1980 (siehe auch: Hattori Hanzō). Seinen Schwur, keine für den Kampf geeigneten Waffen mehr herzustellen, bricht er für Kiddos in seinen Augen berechtigten Rachefeldzug.
- Sofie Fatale (Julie Dreyfus) ist O-Ren Ishiis Assistentin und Freundin. Sie war bei dem Massaker von Two Pines anwesend, griff jedoch nicht aktiv ins Geschehen ein. Sie spricht Französisch, Japanisch und Englisch.

## Hintergrund
Der tatsächliche Name der Braut (Beatrix Kiddo) wird in Kill Bill – Volume 1 weder im Film bekanntgegeben noch im Abspann genannt. An Stellen, an denen im Film der Name Beatrix oder Beatrix Kiddo ausgesprochen wird, überdeckt ein Signalton die Sprache. Zwar wird sie auch hörbar als kiddo angesprochen, allerdings ist dies speziell im amerikanischen Sprachraum eine unauffällige allgemeine Anrede für junge Menschen, entsprechend „Kleiner“ bzw. „Kleine“ im Deutschen. Deutlich wird dies auch in den englischen Untertiteln, in denen „kiddo“ mit kleinem Anfangsbuchstaben geschrieben und somit nicht als Eigenname verwendet wird. Allerdings ist ihr voller Name auf dem Flugticket nach Okinawa zu lesen.
Wie schon in seinen vorherigen Filmen Reservoir Dogs und Pulp Fiction wendet Tarantino eine nicht chronologische Erzählweise an, die der in der Literatur verwendeten Technik des Cut-up ähnelt. So beginnt der Film mit einer Szene, die chronologisch in der Mitte der Handlung angesiedelt ist, sich aber in ein dramaturgisches Gesamtkonzept einbettet. Vol. 2 verzichtet größtenteils auf eine solche strukturelle Verzahnung zugunsten bloßer Rückblendeneffekte.
Ein wichtiger Bestandteil des Films sind die hochstilisierten Kampfszenen, die einen regelrecht choreographierten Eindruck machen. Das Stuntdouble von Uma Thurman war die Neuseeländerin Zoë Bell. Tarantino war von ihr so beeindruckt, dass er ihr eine Hauptrolle in seinem nächsten Film Death Proof – Todsicher gab, in der sie sich selbst spielte.
Für den japanischen Markt konzipierte Tarantino von Vol. 1 eine eigene Version, in der der blutige Kampf der Braut gegen O-Ren Ishiis Leibgarde komplett in Farbe zu sehen ist. Diese Sequenz ist in der internationalen Version teilweise in Schwarz-Weiß gehalten. Kleinere Unterschiede bestehen auch im Schnitt und im verwendeten Bildmaterial. Auch für Vol. 2 erschien eine gesonderte Asien-Fassung.
Der zweite Teil von Kill Bill hat in vielen Ländern niedrigere Altersfreigaben bekommen als der erste Teil, so auch in Deutschland, wo Kill Bill – Volume 2 ab 16 Jahren freigegeben ist, Kill Bill – Volume 1 erst ab 18 Jahren.
- Der Filmtitel „Kill Bill“ hat im Englischen eine Doppelbedeutung, da das Wort „bill“ übersetzt ins Deutsche u. a. „Abrechnung“, „Rechnung“ oder „Liste“ bedeutet. Somit lässt sich „Kill Bill“ zum einen als „Töte Bill“, zum anderen als „Tödliche Abrechnung“ oder als „Todesliste“ übersetzen.
- Quentin Tarantino, Vivica A. Fox und David Carradine waren Gastdarsteller in der Serie Alias – Die Agentin.
- Als Vernita auf die Braut feuert, befindet sich die Schusswaffe versteckt in einem Karton Frühstücksflocken der Marke „Kaboom“ (dt. etwa „Kawumm“).
- Der Texas Ranger Earl McGraw (Michael Parks), der mit seinem Sohn Edgar McGraw (James Parks) im ersten Teil das Blutbad in der Kirche begutachtet, ist eine Figur aus From Dusk Till Dawn. Diese Figur taucht ebenfalls noch zweimal in dem Double Feature Grindhouse/Death Proof – Todsicher von Quentin Tarantino und Planet Terror von Robert Rodriguez auf. Im zweiten Teil spielt Michael Parks außerdem die Figur des Esteban Vihaio, der die Braut auf Bills Spur führt.
- „Rache ist ein Gericht, das am besten kalt serviert wird. – altes klingonisches Sprichwort“ – dieses am Anfang von Vol. 1 eingeblendete Sprichwort hat Khan aus Star Trek II: Der Zorn des Khan (1982) in der Schlacht gegen die Enterprise erwähnt. Dieser Satz ist in der japanischen Version nicht enthalten. Ebenfalls wird das Zitat in dem Italowestern Von Mann zu Mann erwähnt, welcher als wichtige Inspirationsquelle für Kill Bill gilt. Doch schon zuvor tauchte der Satz in Mario Puzos Roman Der Pate (1969) auf. Der Urheber des Ausdrucks ist Eugène Sue mit seinem 1841 erschienenen Roman Mathilda. In der Netflix-Serie Wednesday von 2022 erklärt in Episode 3 "Freund und Leid liegen nah beieinander" der ersten Staffel das zynische einzelgängerische Mädchen Wednesday Addams: „Ich glaube weder an den Himmel noch an die Hölle, aber ich glaube an Rache. Normalerweise serviere ich sie warm mit einer Portion Schmerz.“ Von der Metal-Band Prong gibt es einen Song mit dem Titel Revenge ... best served cold, der sich auf dem Album Carved into stone von 2012 befindet. Auch von der Metal-Band Type O Negative gibt es einen Song namens ...A Dish Best Served Coldly, der auf dem Album Life Is Killing Me von 2003 zu hören ist.
- Der gelb-schwarze Anzug, den Uma Thurman zunächst als Motorradanzug und später als Trainingsanzug trägt, ist ein Replikat des Anzuges, den Bruce Lee in Mein letzter Kampf, seinem letzten und zu seiner Zeit nie fertiggestellten Film, getragen hat.
- Als Kiddo in Kapitel 5 in Tokio den Flughafen verlässt, ist im Hintergrund ein Werbeplakat für die fiktive Zigarettenmarke Red Apple sichtbar, die auch in anderen Tarantino-Filmen vorkommt, etwa in Pulp Fiction, The Hateful Eight und groß beworben in Once Upon a Time in Hollywood.
- Gogo Yubari verdankt ihren Namen der Kleinstadt Yūbari (Präfektur Hokkaidō auf der gleichnamigen Insel), wo Quentin Tarantino beim Yubari International Fantastic Film Festival 1993 eine Auszeichnung erhielt.
- Der Drehort in der Mojave-Wüste in der Nähe der Kirche avancierte in der Folge zu einem beliebten Ort für Film- und Fotoaufnahmen.

## Synchronisation
Die deutsche Synchronisation entstand nach einem Dialogbuch und der Dialogregie von Andreas Pollak im Auftrag der Berliner Synchron GmbH.
| Schauspieler    | Rolle         | Deutsche Stimme   |
| --------------- | ------------- | ----------------- |
| Uma Thurman     | Beatrix Kiddo | Petra Barthel     |
| David Carradine | Bill          | Frank Glaubrecht  |
| Lucy Liu        | O-Ren Ishii   | Claudia Lehmann   |
| Daryl Hannah    | Elle Driver   | Andrea Aust       |
| Vivica A. Fox   | Vernita Green | Anke Reitzenstein |
| Sonny Chiba     | Hattori Hanzo | Ryosuke Saito     |
| Michael Madsen  | Budd          | Thomas Danneberg  |
| Michael Parks   | Earl McGraw   | Jan Spitzer       |
| James Parks     | Edgar McGraw  | Gerald Schaale    |

## Kritiken
Susan Vahabzadeh schrieb in der Süddeutschen Zeitung, Kill Bill – Volume 1 sei „einerseits grandios und bleibt andererseits hinter den Erwartungen zurück, zeugt von einer unendlichen, ansteckenden Lust am Kino und geht einem irgendwann in seiner pubertären Zitierwut auf die Nerven“.
Andreas Kilb befand in der Frankfurter Allgemeinen Zeitung: „Grausamkeit ist bei Quentin Tarantino eine Frage des Stils, so sehr, dass beide, die Bluttat und die filmische Geste, die sie enthüllt, ununterscheidbar werden.“ Weiter hieß es: „Die einzige Story, die Tarantinos Kino in Wahrheit erzählt, ist die Geschichte seines Geschmacks.“ Über Tarantino hieß es, die Industrie der Träume brauche Künstler wie ihn, „weil sie ihr helfen, den Schrei zu ersticken, der unter den Traumbildern begraben liegt“.
„Tarantino ist wie ein DJ, der von verschiedenen Platten eine Soundschicht über die andere legt und daraus einen ganz eigenen Klang kreiert, der über das bloße Zitat hinaus geht“, fasst Oliver Hüttmann von Spiegel Online zusammen. Dieses wahnwitzige Werk sei brillantes, gewalttätiges Entertainment.
Der Soundtrack sei geschmackssicher ausgewählt, Schauspieler feiern Comebacks, fast jede Szene sei eine Hommage an alte Kung-Fu-Filme. Außerdem sei der Regisseur ein Actor-Director im klassischen Sinn, ein Filmemacher, der seine Darsteller zu Höchstleistungen antreibe. Der Showdown sei eine „Orgie von Gewalt und Schönheit“, wie man sie in einem westlichen Film noch nicht gesehen habe, schreibt der Tagesspiegel.
Das Lexikon des internationalen Films schrieb, der Film sei ein „fulminant inszenierter Thriller“ sowie „ein überbordender Zitatenschatz voller Referenzen auf die asiatische Kultur- und Kinogeschichte“, bei dem die Begriffe „Ehre“ und „Rache“ im Zentrum stehen. Dabei dränge die „stilisiert, aber zugleich drastisch und distanzlos eingesetzte Gewalt“ zur Oberfläche und werde in vielen Szenen zum „fragwürdigen Selbstzweck“.

## Soundtrack (Album)
Es wurden Filmmusikalben für beide Teile veröffentlicht.
Besonders das Lied Battle Without Honor or Humanity von Tomoyasu Hotei wird seit seiner Verwendung in Vol. 1 sehr häufig im Fernsehen und bei Großveranstaltungen als Hintergrundmusik benutzt, zum Beispiel bei den Übertragungen der Olympischen Sommerspiele in Athen 2004, den Olympischen Sommerspielen 2008 in der Sendung Olympia mit Waldi & Harry, in Fußballstadien, Fernsehserien und Dokumentationen.
Die Filmmusik unterstützt die verschiedenen Hymnen an die großen Vorbilder, denen Tarantino im Verlauf von Kill Bill huldigt. So ist der Schwerpunkt auf Ennio Morricone, dem bekanntesten Komponisten von Italo-Western-Musik, in Vol. 2 kein Zufall. Auch das Green Hornet Theme von Al Hirt verweist auf einen der Großen: In der Fernsehserie The Green Hornet (1966–1967) spielte Kung-Fu-Star Bruce Lee eine Hauptrolle.
1. Bang Bang (My Baby Shot Me Down) von Nancy Sinatra
2. That Certain Female von Charlie Feathers
3. The Grand Duel (Parte Prima) von Luis Bacalov
4. Twisted Nerve von Bernard Herrmann
5. Queen of the Crime Council von Lucy Liu und Julie Dreyfus
6. Ode to O-ren Ishii von RZA
7. Run Fay Run von Isaac Hayes
8. Green Hornet Theme von Al Hirt
9. Battle Without Honor or Humanity von Tomoyasu Hotei
10. Don’t Let Me Be Misunderstood von Santa Esmeralda
11. Woo Hoo von The 5.6.7.8’s
12. Crane/White Lightning von RZA und Charles Bernstein
13. The Flower Of Carnage von Meiko Kaji
14. The Lonely Shepherd von Gheorghe Zamfir, komponiert von James Last
15. You’re My Wicked Life von David Carradine, Julie Dreyfus und Uma Thurman
16. Ironside (excerpt) von Quincy Jones
17. Super 16 (excerpt) von Neu!
18. Yakuza Oren 1 von RZA
19. Banister Fight von RZA

## Ausstrahlung in Deutschland
In Deutschland lief die Free-TV-Premiere am 1. Oktober 2006 auf ProSieben. Diese verfolgten insgesamt 3,34 Millionen Zuschauer bei 18,1 Prozent Marktanteil, in der werberelevanten Zielgruppe waren es 2,56 Millionen bei 28,1 Prozent Marktanteil.

## Auszeichnungen
| Preise                                 | Preise                                                            | Preise                          | Preise    |
| Preis                                  | Kategorie                                                         | Künstler/Künstlerinnen          | Resultat  |
| -------------------------------------- | ----------------------------------------------------------------- | ------------------------------- | --------- |
| British Academy Film Awards 2004       |                                                                   |                                 |           |
| Beste Schauspielerin                   | Uma Thurman                                                       | Nominiert                       |           |
| Bester Schnitt                         | Sally Menke                                                       | Nominiert                       |           |
| Beste Filmmusik                        | RZA                                                               | Nominiert                       |           |
| Bester Ton                             | Michael Minkler, Myron Nettinga, Wylie Stateman und Mark Ulano    | Nominiert                       |           |
| Beste Visuelle Effekte                 | Tommy Tom, Kia Kwan, Tam Wai, Kit Leung, Jaco Wong, and Hin Leung | Nominiert                       |           |
| Empire Awards                          |                                                                   |                                 |           |
| Bester Film                            | Kill Bill Volume 1                                                | Nominiert                       |           |
| Beste Schauspielerin                   | Uma Thurman                                                       | Gewonnen                        |           |
| Beste Regie                            | Quentin Tarantino                                                 | Gewonnen                        |           |
| Sony Ericsson Szene des Jahres         | Endkampf im Haus der Blauen Blätter                               | Nominiert                       |           |
| Golden Globe Awards 2004               | Beste Schauspielerin – Spielfilm (Drama)                          | Uma Thurman                     | Nominiert |
| MTV Movie Awards 2004                  | Beste Leistung einer Darstellerin                                 | Uma Thurman                     | Gewonnen  |
| MTV Movie Awards 2004                  | Bester Bösewicht                                                  | Lucy Liu                        | Gewonnen  |
| MTV Movie Awards 2004                  | Bester Kampf                                                      | Uma Thurman vs. Chiaki Kuriyama | Gewonnen  |
| Satellite Awards 2003                  |                                                                   |                                 |           |
| Bestes Produktion Design               | Kill Bill Volume 1                                                | Nominiert                       |           |
| Bestes Originaldrehbuch                | Quentin Tarantino und Uma Thurman                                 | Nominiert                       |           |
| Best Sound                             | Kill Bill Volume 1                                                | Nominiert                       |           |
| Satellite Award Beste Visuelle Effekte | Kill Bill Volume 1                                                | Nominiert                       |           |
| Saturn-Award-Verleihung 2004           |                                                                   |                                 |           |
| Bester Action-Film                     | Kill Bill Volume 1                                                | Gewonnen                        |           |
| Beste Schauspielerin                   | Uma Thurman                                                       | Gewonnen                        |           |
| Beste männliche Nebenrolle             | Sonny Chiba                                                       | Nominiert                       |           |
| Beste weibliche Nebenrolle             | Lucy Liu                                                          | Nominiert                       |           |
| Beste Regie                            | Quentin Tarantino                                                 | Nominiert                       |           |
| Bestes Drehbuch                        | Quentin Tarantino                                                 | Nominiert                       |           |
| Genre Gesicht der Zukunft              | Chiaki Kuriyama                                                   | Nominiert                       |           |